# Bésame mucho
«Bésame Mucho» («Бесаме мучо», ісп. «Цілуй мене міцно») — всесвітньо відома романтична балада іспанською мовою у музичному жанрі болеро, написана 1940 року мексиканкою Консуело Веласкес Торрес.

## Слова
| Оригінальний текст | Український текст (переклад з іспанської Володимира Книра) |
| --- | --- |
| Bésame, bésame mucho como si fuera esta noche la última vez Bésame, bésame mucho Que tengo miedo tenerte y perderte después Quiero tenerte muy cerca, Mirarme en tus ojos, verte junto a mí. Piensa que tal vez mañana Yo ya estaré lejos, muy lejos de tí. Bésame, bésame mucho, Como si fuera esta noche la última vez. Bésame, bésame mucho, Que tengo miedo tenerte y perderte después. | Цілуй мене, цілуй міцніше, ніби ця ніч, уяви, є останньою в нас. Цілуй мене, цілуй міцніше, аби подовжити зустрічі нашої час. От би й була біля мене одна ти, і я б лиш в очах був твоїх! А раптом що, то чи довго, хто зна те, я зміг би не бачити їх? Цілуй мене, цілуй міцніше, ніби ця ніч, уяви, є останньою в нас. Цілуй мене, цілуй міцніше, аби подовжити зустрічі нашої час. |

| Український текст (переклад з іспанської Радислава Подоляка) |
| --- |
| Зацілуй мене, зацілуй, Неначе ніч у нас остання Зацілуй мене, зацілуй Бо втратити тебе боюсь, на світанні Зацілуй мене, зацілуй Неначе ніч у нас остання Зацілуй мене, зацілуй Бо втратити тебе боюсь, на світанні Я хочу, щоб ти була поряд І в очі мої зазирала, Коли побачимося знову А знаєш, може, завтра, Я вже буду далеко Далеко від тебе… Зацілуй мене, зацілуй Неначе ніч у нас остання Зацілуй мене, зацілуй Бо втратити тебе боюсь, на світанні Зацілуй мене, зацілуй Бо втратити тебе боюсь, на світанні |

## Найвідоміші виконавці
| Виконавець (країна)            | Приклад виконання композиції                                     | Примітки                                        |
| ------------------------------ | ---------------------------------------------------------------- | ----------------------------------------------- |
| The Beatles ( Велика Британія) | Відео [Архівовано 30 вересня 2020 у Wayback Machine.] на YouTube | Гурт виконує композицію англійською мовою       |
| Zoé ( Мексика)                 | Відео на YouTube                                                 |                                                 |
| Роберто Аланья ( Франція)      | Відео на YouTube                                                 |                                                 |
| Анакані ( Мексика)             | Відео на YouTube                                                 |                                                 |
| Ліла Даунс ( Мексика)          | Відео на YouTube                                                 |                                                 |
| Аріель Домбаль ( Франція)      | Відео на YouTube                                                 |                                                 |
| Сезарія Евора ( Кабо-Верде)    | Відео на YouTube                                                 |                                                 |
| Павло Зібров ( Україна)        | Відео на YouTube                                                 |                                                 |
| Віра Лінн ( Велика Британія)   | Відео на YouTube                                                 | Співачка виконує композицію англійською мовою   |
| Джулі Лондон ( США)            | Відео на YouTube                                                 | Співачка виконує композицію англійською мовою   |
| Дін Мартін ( США)              | Відео на YouTube                                                 | Дін Мартін виконує композицію англійською мовою |
| Луїс Міґель ( Мексика)         | Відео [Архівовано 30 вересня 2020 у Wayback Machine.] на YouTube |                                                 |
| Нана Мускурі ( Греція)         | Відео на YouTube                                                 |                                                 |
| Френк Сінатра ( США)           | Відео на YouTube                                                 | Сінатра виконує композицію англійською мовою    |
| Хав'єр Соліс ( Мексика)        | Відео на YouTube                                                 |                                                 |
| Еміліо Туеро ( Мексика)        | Відео на YouTube                                                 |                                                 |
| Хуан Дієго Флорес ( Перу)      | Відео на YouTube                                                 |                                                 |
| Конні Френсіс ( США)           | Відео на YouTube                                                 |                                                 |